# گروهک خون
گروهک خون (انگلیسی: The Blood Bond) یک فیلم در ژانر اکشن به کارگردانی مایکل بین است که در سال ۲۰۱۰ منتشر شد. از بازیگران آن می‌توان به سیمون یام، جنیفر بلانک، و مایکل بین اشاره کرد.